# 國松達也
國松 達也（くにまつ たつや、1960年11月11日 - 2013年2月2日）は、日本の映画プロデューサー。福岡県出身。2013年2月2日、食道癌のため死去。52歳。

## 代表作
- 北のカナリアたち
- 今日から俺は!!
- 無国籍の男 血の収穫
- 犬、走る DOG RACE
- 共犯者
- GO
- 凶気の桜
- メールで届いた物語
- フライ,ダディ,フライ
- 鳶がクルリと
- 同じ月を見ている
- スケバン刑事コードネーム=麻宮サキ